# SeatGeek Stadium
SeatGeek Stadium (dawniej Toyota Park) – wielofunkcyjny stadion w mieście Chicago w Stanach Zjednoczonych. Najczęściej używany jest jako stadion piłkarski, a swoje mecze rozgrywa na nim drużyna Chicago Fire. Stadion może pomieścić 20 000 widzów. Koszt budowy obiektu wyniósł 98 milionów dolarów. Pierwszy mecz został rozegrany 11 czerwca 2006.